# Turmuhren-Fabrik Georg Richter

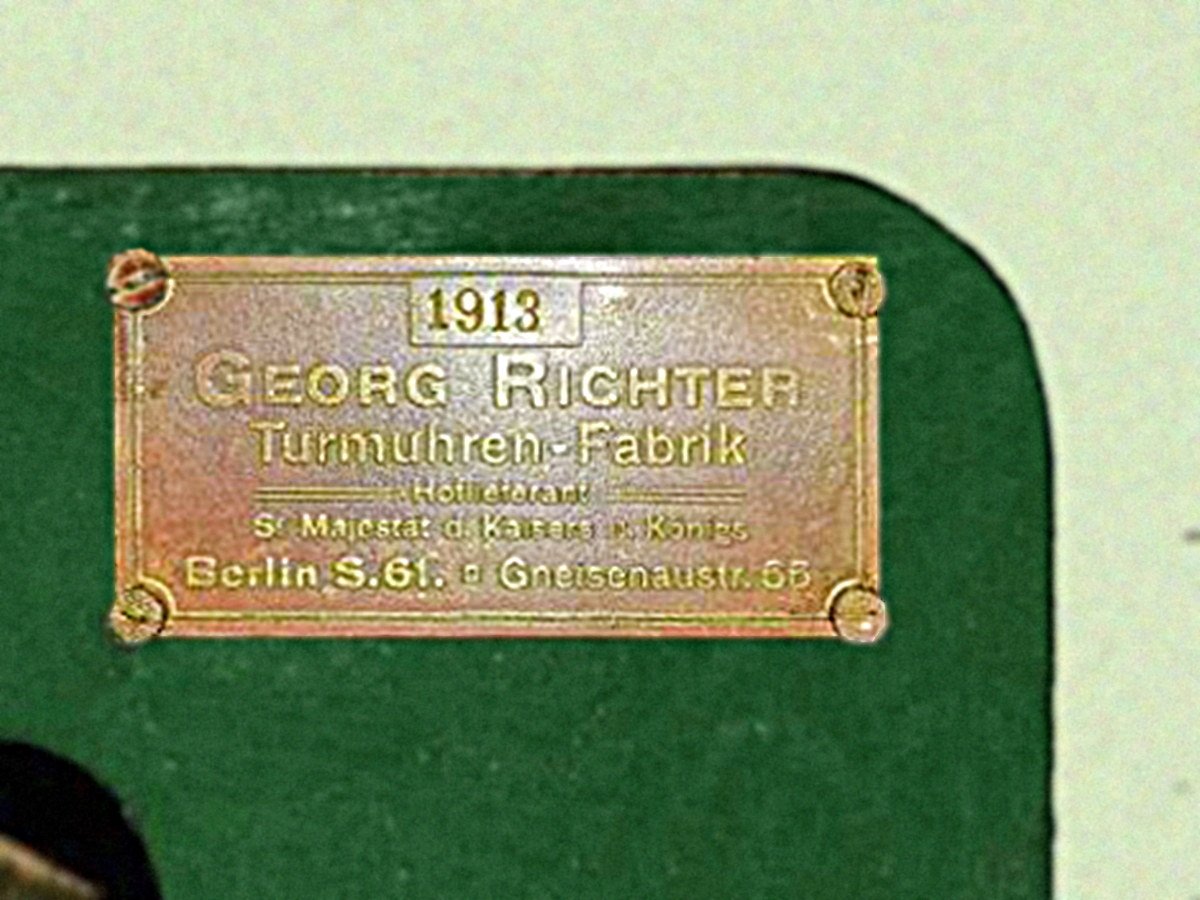
Firmenplakette 1913

Die Turmuhren-Fabrik Georg Richter war eine Fabrik für Turmuhren mit Sitz in der Gneisenaustraße 66 in Berlin-Kreuzberg.

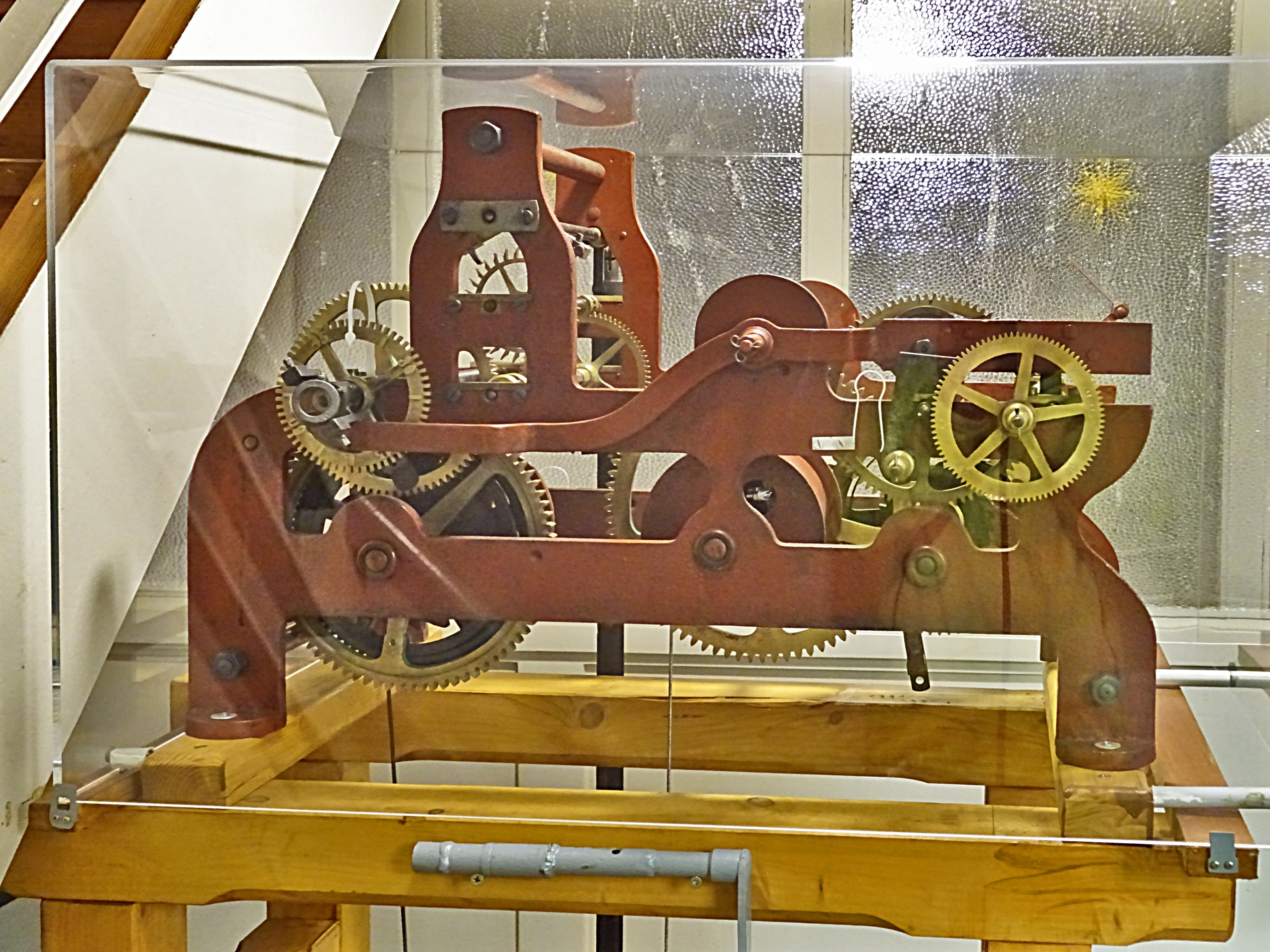
Turmuhrwerk in der Dorfkirche Neusitz (Uhlstädt-Kirchhasel)

## Geschichte
Georg Richter trat 1885 in die Turmuhrenfabrik Rösler und Möllinger ein und wurde 1887 deren alleiniger Inhaber. Die Firma erwarb einen guten Ruf und wurde 1910 zum »Hoflieferanten Seiner Majestät des Kaisers und des Königs« und Georg Richter zum vereidigten Sachverständigen der Berliner Handelskammer ernannt. Bis 1932 wurden etwas 3000 Uhrenanlagen mit Hand- oder elektrischem Aufzug gefertigt.
Die Firma G.Richter war, da als einzige der Hoflieferant des deutschen Kaisers Wilhelm II., die herausragende der Berliner Hersteller (C.Richter, G.Richter, Gruppinger, Meister, Möllinger, Normalzeit, Schultze) und firmierte 1899–1904 auch als »Turmuhrenfabrik Georg Richter, Rösler & Möllinger«. Zum Repertoire gehörten Reklame-, Turm-, Hof- und Eisenbahnuhren.

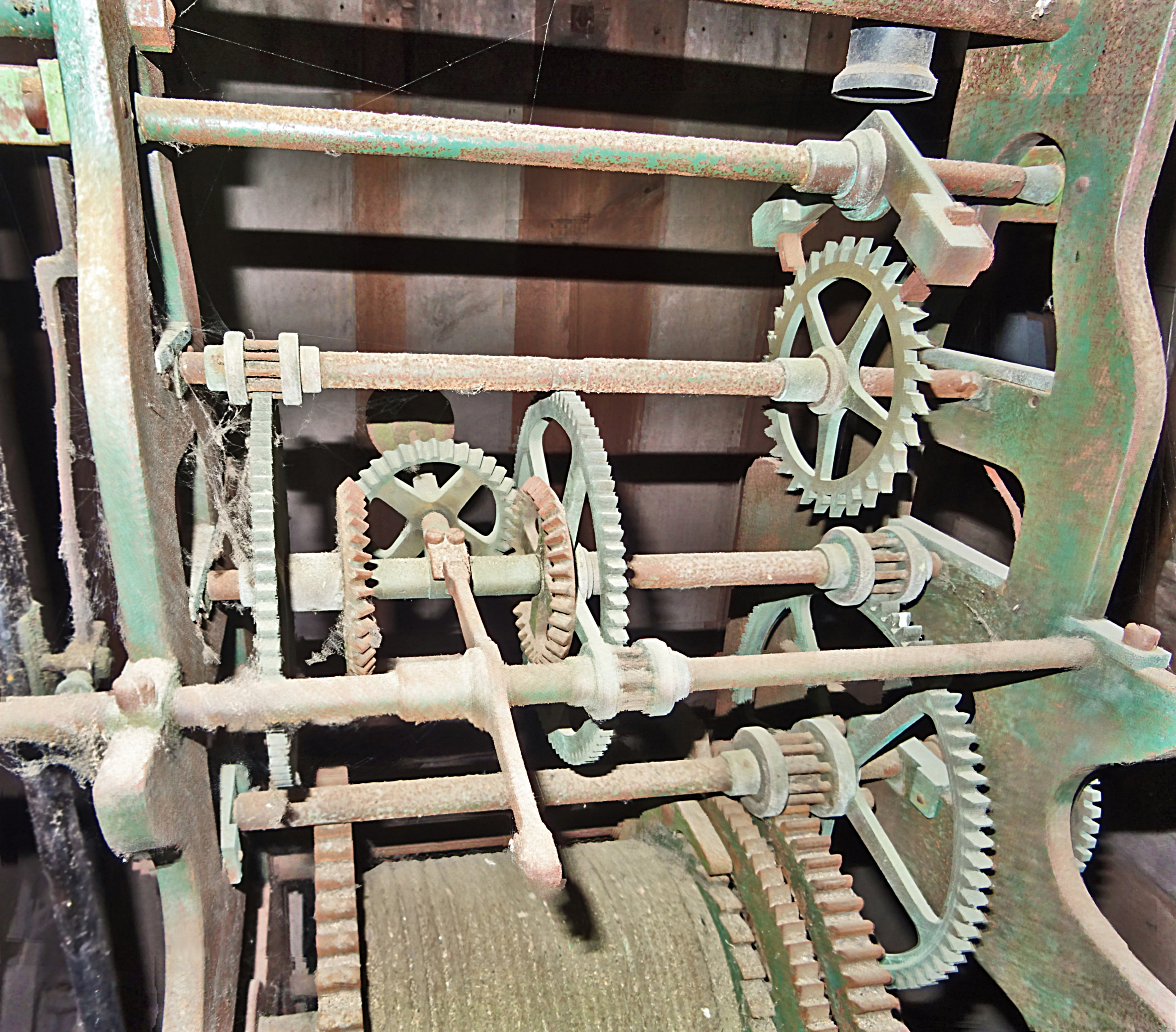
Zwischenaufzug zur Verbesserung der Ganggenauigkeit, Niederfinow 1911

## Werke
1897 stellte das Unternehmen die Uhr für den Turm des nicht mehr erhaltenen Berliner Stadtschlosses her. Das Turmuhrwerk der 1985 gesprengten Berliner Versöhnungskirche erfüllt ihren Dienst heute im Eingangsbereich des Evangelischen Werks für Diakonie und Entwicklung (EWDE) unweit ihres früheren Standortes.
Erhalten sind die Uhren in der Katharina-von-Alexandrien-Kirche in Groszowice aus dem Jahre 1911, im Rathaus von Birkenwerder aus dem Jahre 1912, in der Kirche in Klettwitz (Niederlausitz), in der Dorfkirche Groß Lüben, in der Dorfkirche in Zossen, am Rathaus von Nowe Warpno (1922), in der Glaubenskirche (Berlin-Tempelhof), in der Dorfkirche Wünsdorf, in der Dorfkirche Neusitz, in der Dorfkirche Niederfinow und in der Taborkirche (Berlin-Wilhelmshagen) aus dem Jahre 1929.
Der Werkmeister Robert Thiele erhielt 1919 eine Ehrenurkunde von der Berliner Handelskammer für 30 Jahre Tätigkeit im Unternehmen.